# Haim (Adelsgeschlecht)

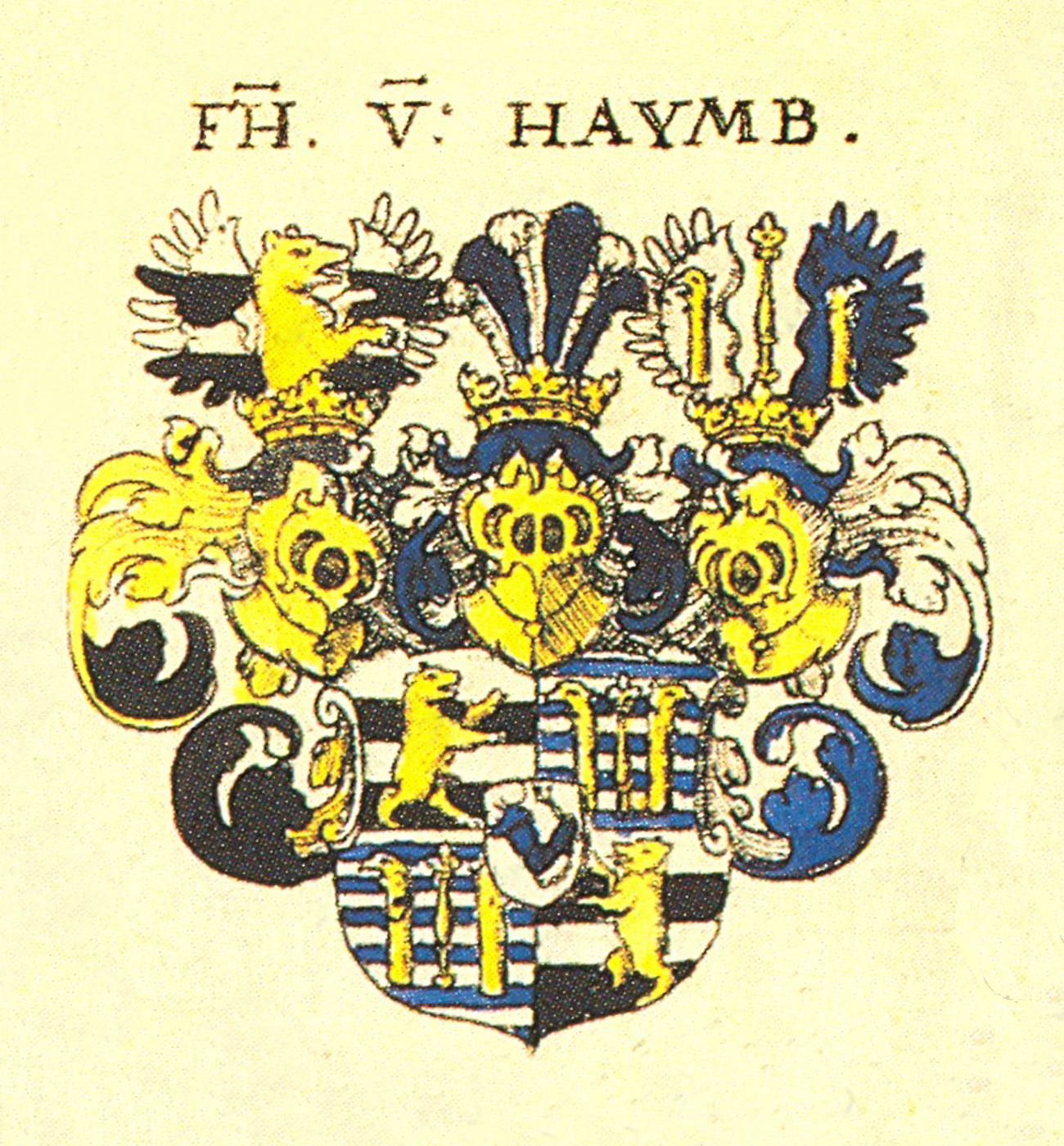
Wappen der Freiherren von Haim

Die Haim und Haym zum Reichenstein (auch Haimer, Haym, Haymb, Hoym) waren ein altes österreichisches Adelsgeschlecht, das 1582 in den Freiherrenstand erhoben und im selben Jahr in den niederösterreichischen Herrenstand aufgenommen wurde.

## Geschichte
Die Haim waren ursprünglich reiche Bürger und Stadtrichter von Wien. Deren Nachkommen waren dann auch in Nieder- und Oberösterreich und in der Steiermark zu finden und bekleideten kaiserliche Ämter.

## Persönlichkeiten
- Otto Haym der Alte wird 1231 in einer Urkunde erwähnt und wird 1258 als „Otto antiquus“ bezeichnet.
- Otto der Sohn des Haymo wird 1259 und 1272 in einer Urkunde des Klosters St. Peter in Salzburg als Stadtrichter zu Wien genannt.
- Otto Haymo, der Enkelsohn,[1] war 1290 und 1292 Stadtrichter von Wien und wurde wegen seiner Verdienste von Herzog Albert I. zum Ritter ernannt. Otto erbaute in seinem Haus eine Kapelle (heute Salvatorkapelle) und vermachte dieses Haus dann der Stadt (heute Teil des alten Rathauses).
- Benedict (Benusch) Haym oder Haimb, Obrister, zuletzt Feldherr des Kaisers Ludwig IV., Herzogs von Bayern und Pfalz, erhielt im Jahre 1345 ein Wappen. Er lebte noch 1350, seine Söhne Johann und Andreas Haim (Haymer) lebten 1367 und 1389 in Bayern zu Landshut. Ritter Heinrich Haymer, Sohn des Johann, zog in die Steyermark und wird dort 1400 und 1411 genannt.
- Ritter Andreas II. der Haymer war 1479 Kaiser Friedrichs landesfürstlicher Pfleger der Herrschaft Schwanberg in der Steyermark.
- Johann (Hanns) Haimer zu Friedberg (* 1482; † 16. März 1567 in Graz) kämpfte in seiner Jugend unter Kaiser Maximilian I. gegen die Venezianer, war danach Kaiser Ferdinands I. und Erzherzog Karl II. innerösterreichischer Hofrat zu Grätz. Hanns hatte mit sechs Ehefrauen 13 Kinder erzeugt und starb mit 85 Jahren in Graz.
- Christoph II. Haimer (von Haimb zu Reichenstein OÖ, Haimberg und Friedberg in Steyermark; * 31. Jänner 1517, † 6. Juni 1571) war Edelknabe der Königin Maria Infantin von Hispanien am Hof von Ludwig II., König in Ungarn und Böhmen. Christoph zog in die Niederlande und diente in der königlichen Leibgarde. Als Kürassier-Rittmeister kämpfte er gegen Frankreich und die Türken und wurde im November 1565 von Kaiser Maximilian II. zum niederösterreichischen Hofkammerrat zu Wien ernannt. Christoph kaufte von den Brüdern Georg, Wolfgang und Johann Herren von Liechtenstein die Herrschaft und Veste Reichenstein im Tal der Waldaist bei Pregarten. Kaiser Maximilian II. bestätigte ihm am 4. Dezember 1568 den uralten rittermäßigen Reichsadel seines Geschlechtes, vermehrte und verbesserte sein Wappen mit dem durch seine Gemahlin ererbten Pernerischen Wappen (ein goldener Bär im schwarzen Feld). Er versah auch 1569 eine Zeitlang die ledig gestandene Obrist-Proviant Kommissärsstelle; er besaß 1570 ein Haus zu Wien in der Weihburggasse. Nachdem er sich bei der Mühlviertler Bevölkerung mehrfach verhasst gemacht hatte, wurde er im Laufe des Reichensteiner Robotaufstandes am 6. Juni 1571 in Reichenstein aus dem Hinterhalt erschossen.[2]
- Hans von Haim (Johann III.; * 12. Februar 1544 in Reichenstein; † 19. April 1616 in Wien), Freiherr von Haim zu Reichenstein, St. Margarethen/Wien und Nickolsdorf, war niederösterreichischer Regierungsrat, kaiserlicher Reichshofrat, 1578 kaiserlicher Kammerhofrat und 1603 bis Ende 1605 Verwalter der Landeshauptmannschaft von Österreich ob der Enns. Johann III. Haym, seine Brüder Georg, Christoph, Stephan und Dietrich und dann die Vettern des Namens und Stammes wurden am 25. März 1575 in den niederösterreichischen Ritterstand aufgenommen worden. Hanns, Georg, Christoph und Stephan die Haym zum Reichenstein wurden mit gesamter Deszendenz von Kaiser Rudolph II. am 8. Jänner 1582 in den Reichsfreiherrenstand erhoben und im selben Jahr in den niederösterreichischen Herrenstand aufgenommen.
- Christoph III. Freiherr von Haim zu Reichenstein (* 18. April 1552 Seckau, † 25. August 1611 Wien) war 1585 nö. Hofkammerrat, 1591 Obrister und Commandant zu Canischa und 1593 Kommandant über 500 Mann deutsche Kriegsknechte der oberösterreichischen Stände.
- Stephan Freiherr von Haim war von 1607 bis 1614 Besitzer der Herrschaft Margareten bei Wien.[3]

## Wappen

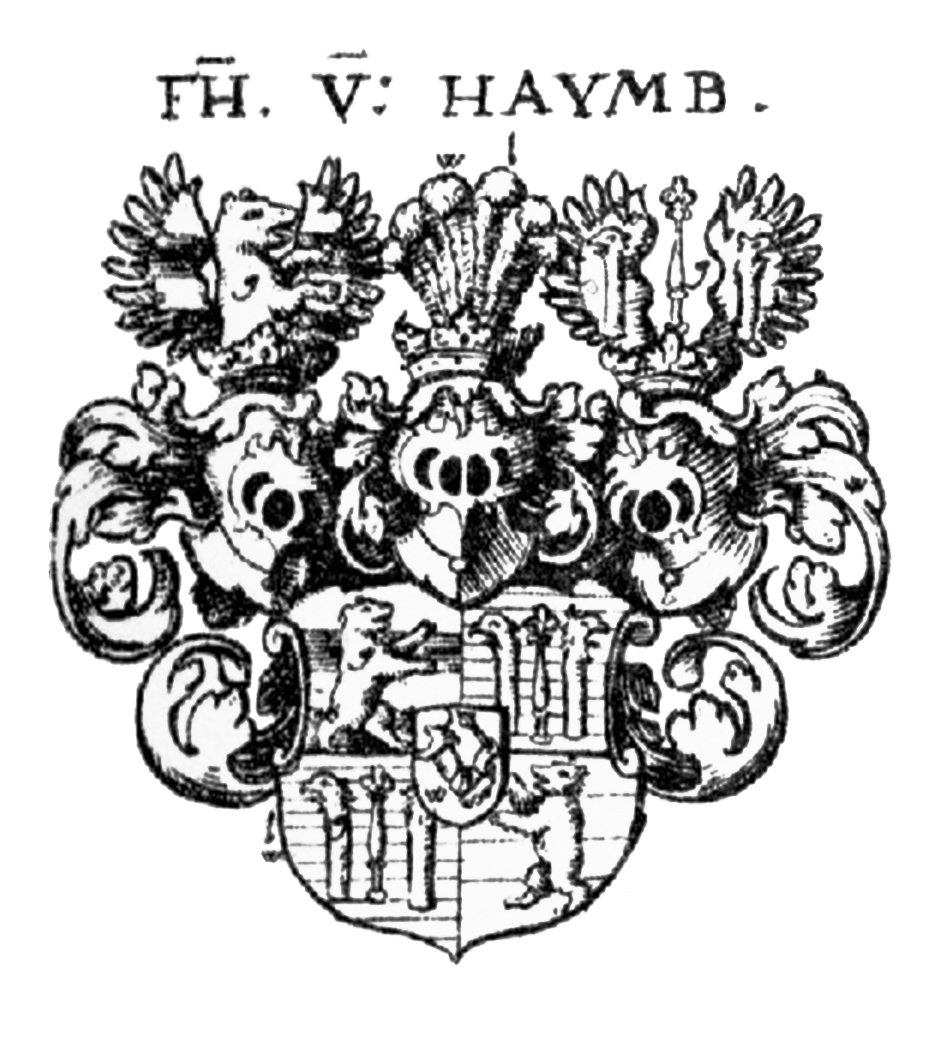
Wappen der Freiherren von Haim

### Älteste Wappen auf Siegeln
Das älteste Wappen (nach vorhandenen alten Siegeln) war ein sechsmal (oder viermal) quer durchstreifter Schild, oben auf einem geschlossenen Stechhelm zwei Büffelshörner. 

### Wappen des Ritters Benedict 1345
In einem weißen Schilde einen aus einer Wolke hervorragenden geharnischten Arm, der einen goldenen Pusikan in der Hand hält.

### Ritterwappen
Das Wappen (aus dem Wappenbuch des NÖ Ritterstandes) ist ein quadrierter Schild; Feld 1 und 4 in silbernem Feld steht rechts aus einer blauen und weißen Wolke ein geharnischter Arm hervor, der mit bloßer Hand einen goldenen Pusikan emporhält, davon eine unten herab hangende goldene Kette um den Arm geschlungen in der Wolke sich verliert; Feld 2 und 3 im schwarzen Feld erscheint ein aufsteigender goldener Bär einhersehend. Zwei gekrönte offene Helme: auf dem ersten vorderen Helm steht ein hoher Federbusch von vier blauen und drei weißen Straußenfedern empor, auf dem andern Helm der goldene Bär einwärts gekehrt. Die Helmdecke ist rechts Silber und blau, links Gold und schwarz.

### Freiherrenwappen
Vier Felder und ein Herzschild. Feld 1 und 4 ist nach quer zweimal schwarz und zweimal weiß wechselweise geteilt ist, erscheint ein aufrechtstehender goldener Bär einwärts gekehrt; im Feld 2 und 3, das quer achtmal in Silber und blau ebenfalls abwechselnd geteilt ist, steht mitten ein goldener königlicher Zepter zwischen zweien auswärts sehenden ebenfalls goldenen Adlerköpfen samt ihren gleichen Krägen pfahlweise empor. Der silberne Herzschild zeigt den geharnischten Arm mit Pusikan wie im Ritterwappen.
Drei gekrönte offene Helme: auf dem vorderen Helm erscheint der aufsteigende goldene Bär wachsend zwischen zwei schwarz und weiß nach quer zweimal balkenweise tingierten Adlerflügeln; auf dem mittleren Helm steckt ein hoher Federbusch von drei blauen und dazwischen drei weißen Straußenfedern; auf dem dritten zur linken ist der goldene Zepter zwischen zwei ausgebreiteten Adlerflügeln, welche nach quer wie das zweite und dritte Feld achtmal Silber und blau tingiert, und mit den goldenen Adlerköpfen mit ihren Krägen belegt sind, gerade aufgestellt. Die Helmdecke ist zur rechten Gold und schwarz, oben Silber und blau, zur linken blau und Gold und weiß.